# Ipomoea microcalyx
Ipomoea microcalyx är en vindeväxtart som beskrevs av Schulze-menz. Ipomoea microcalyx ingår i släktet praktvindor, och familjen vindeväxter. Inga underarter finns listade i Catalogue of Life.